# A mis 33 años
A mis 33 años es un álbum de 1977 de Julio Iglesias. Fue lanzado con el sello Alhambra.

## Lista de canciones
| N.º   | Título                                            | Escritor(es)                                                               | Duración |  |
| 1.    | «Soy un Truhan Soy un Señor»                      | Julio Iglesias · Manuel de la Calva · Ramón Arcusa                         | 3:05     |  |
| 2.    | «Sono Io»                                         | Alberto Anelli · Gerardo Gargiulo · Julio Iglesias (adaptación al español) | 4:20     |  |
| 3.    | «Si me dejas no vale (Se me lasci non vale)»      | Gianni Belfiore                                                            | 2:18     |  |
| 4.    | «Por un poco de tu amor»                          | Albert Hammond                                                             | 2:58     |  |
| 5.    | «Un Gorrión Sentimental (Domani E Un Giorno Piu)» | Mario Balducci · Gianni Belfiore                                           | 3:38     |  |
| 6.    | «Seguiré mi Camino»                               | Dino Ramos · Julio Iglesias                                                | 3:19     |  |
| 7.    | «A mis 33 Años (33 Years)»                        | Julio Iglesias                                                             | 3:49     |  |
| 8.    | «Cada día más»                                    | Julio Iglesias · Manuel de la Calva · Ramón Arcusa                         | 3:13     |  |
| 9.    | «¿Dónde estarás?»                                 | Manuel de la Calva · Ramón Arcusa                                          | 3:06     |  |
| 10.   | «Goodbye Amore Mio (Goodbye A Modo Mio)»          | Gianni Belfiore · Mario Balducci                                           | 3:28     |  |
| 31:56 |                                                   |                                                                            |          |  |